# Åsaka SK
Åsaka SK bildades den 10 oktober 1940. Under 1940-talet var friidrott en stor aktivitet. Andra sporter var fotboll och bandy. Klubben saknade egen fotbollsplan, så därför beslutade klubben att anlägga en plan, som fick namnet Åsevi och invigdes under sommaren 1950.
Klubbens mest kända idrottsutövare är Erik Östbye, som startade sin löparbana i Väne-Åsaka. Via Trollhättans SK gick han till Örgryte IS, där han blev en känd maratonlöpare.
Nu har Åsaka SK bara fotboll, som officiell idrott. Det finns dock en aktiv fritidssektion som aktiverar ortens befolkning med gymnastik för både barn och äldre samt innebandy.